# Cory Lee
Cory Lee (ur. 13 listopada 1984 w Vancouver, Kolumbia Brytyjska) – kanadyjska piosenkarka i aktorka. Z pochodzenia jest pół Niemką, pół Chinką. Znana m.in. z roli Karmy w serialu Instant Star.

## Dyskografia

### Albumy
| What a difference day makes | Sinful Innocence | Songs from Instant Star Three                                             | Songs From Instant Star Four      |
| --- | --- | ------------------------------------------------------------------------- | --------------------------------- |
| Pierwszy album studyjny, wydany w 2005 | Drugi album studyjny, wydany w 2007 | Soundtrack z serialu Instant Star, wydany w 2007                          | Soundtrack z serialu Instant Star |
| - The Naughty Song - Thugaboo - Friends Do - Never Get Over You (feat. Doron Bell Jr) - Somehow Someday - Simply Not Enough - Key Of C - Goodbye - What A Difference A Day Makes - Grandma's Last Call (Interlude) - As I Cry - Heatcha (feat. Rick Threat) - The Naughty Song (Hipjoint Remix) | - Spence Diamonds Intro - Ovaload - Pop It - Sex Me Slow - No Shoes, No Shirt, No Service - Sinful Innocence (Interlude) - Lover’s Holiday - Mofo - Snakecharmer - You Wish - No Friend - Seasons Change (Interlude) - Cold December | - Waste My Time - Love to Burn - I Will Be The Flame - No Shoes, No Shirt | - Ghost of Mine                   |

### Single
- The Naughty Song / The Naughty Song (Remix)
- Goodbye
- No Shoes, No Shirt, No Service
- Ovaload
- Lovers Holiday
- Games - Michael Sun feat. Cory Lee
- Cold December

## Filmografia
- 2010:Degrassi jako Ms. O
- 2007–2008: Gwiazda od zaraz (Instant Star) jako Karma
- 2006: Straszny film 4